# C16orf87
C16orf87 (англ. Chromosome 16 open reading frame 87) – білок, який кодується однойменним геном, розташованим у людей на 16-й хромосомі. Довжина поліпептидного ланцюга білка становить 154 амінокислот, а молекулярна маса — 17 799.
| 10         |  | 20         |  | 30         |  | 40         |  | 50         |
| ---------- |  | ---------- |  | ---------- |  | ---------- |  | ---------- |
| MSATRAKKVK |  | MATKSCPECD |  | QQVPVACKSC |  | PCGYIFISRK |  | LLNAKHSEKS |
| PPSTENKHEA |  | KRRRTERVRR |  | EKINSTVNKD |  | LENRKRSRSN |  | SHSDHIRRGR |
| GRPKSASAKK |  | HEEEREKQEK |  | EIDIYANLSD |  | EKAFVFSVAL |  | AEINRKIINQ |
| RLIL       |  |            |  |            |  |            |  |            |

A: Аланін

C: Цистеїн

D: Аспарагінова кислота

E: Глутамінова кислота

F: Фенілаланін

G: Гліцин

H: Гістидин

I: Ізолейцин

K: Лізин

L: Лейцин

M: Метіонін

N: Аспарагін

P: Пролін

Q: Глутамін

R: Аргінін

S: Серин

T: Треонін

V: Валін

Кодований геном білок за функцією належить до фосфопротеїнів. 
Задіяний у такому біологічному процесі, як альтернативний сплайсинг. 